# 长蒴黄麻
长蒴黄麻（学名：Corchorus olitorius）为锦葵科黄麻属的植物。分布在印度以及中国大陆的南部各省区有等地，生长于海拔400米至1,600米的地区，多生在河边沙滩或荒地。是傳統纖維作物之一。

## 圖片

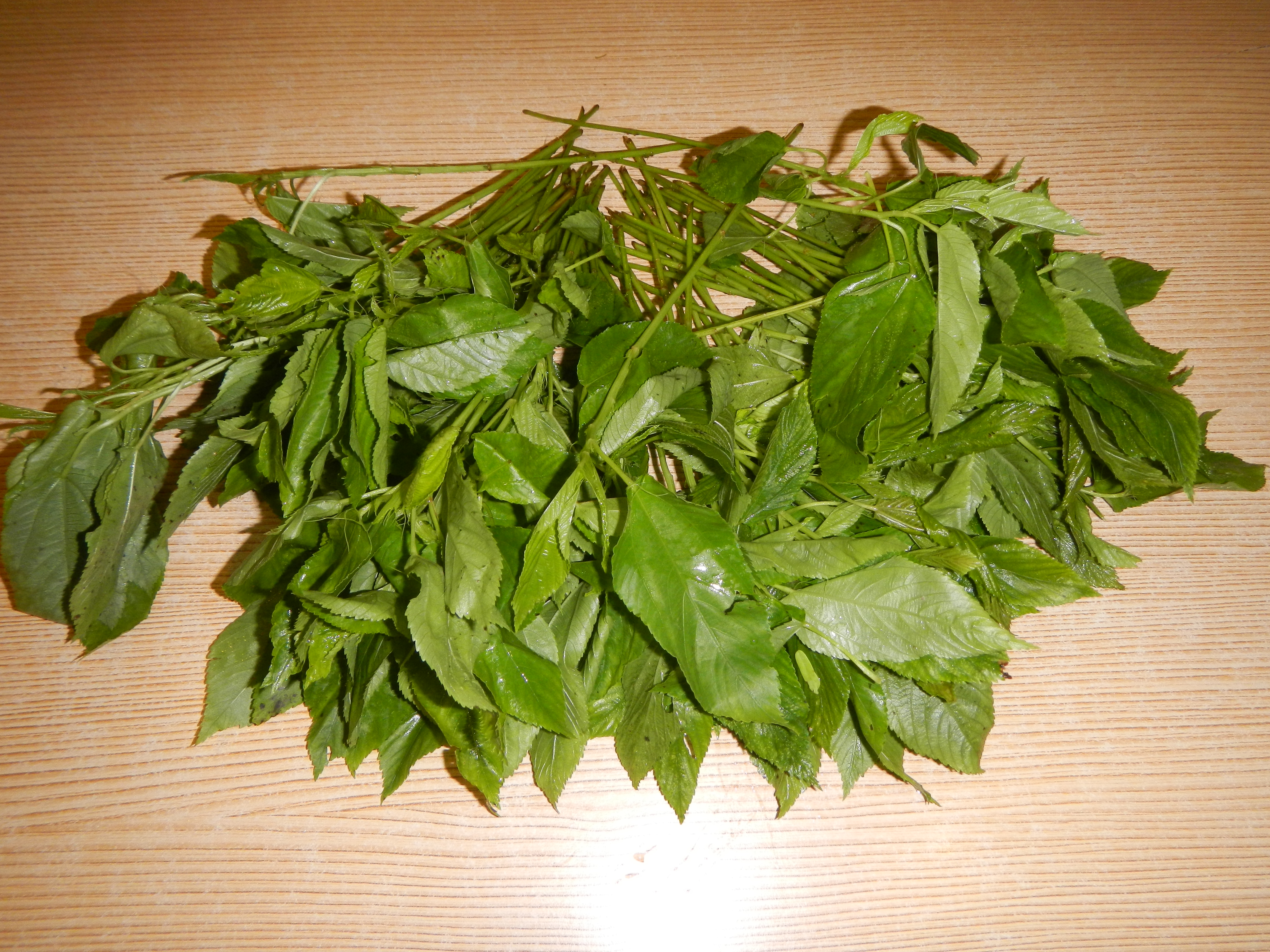
採收作為食物的葉片
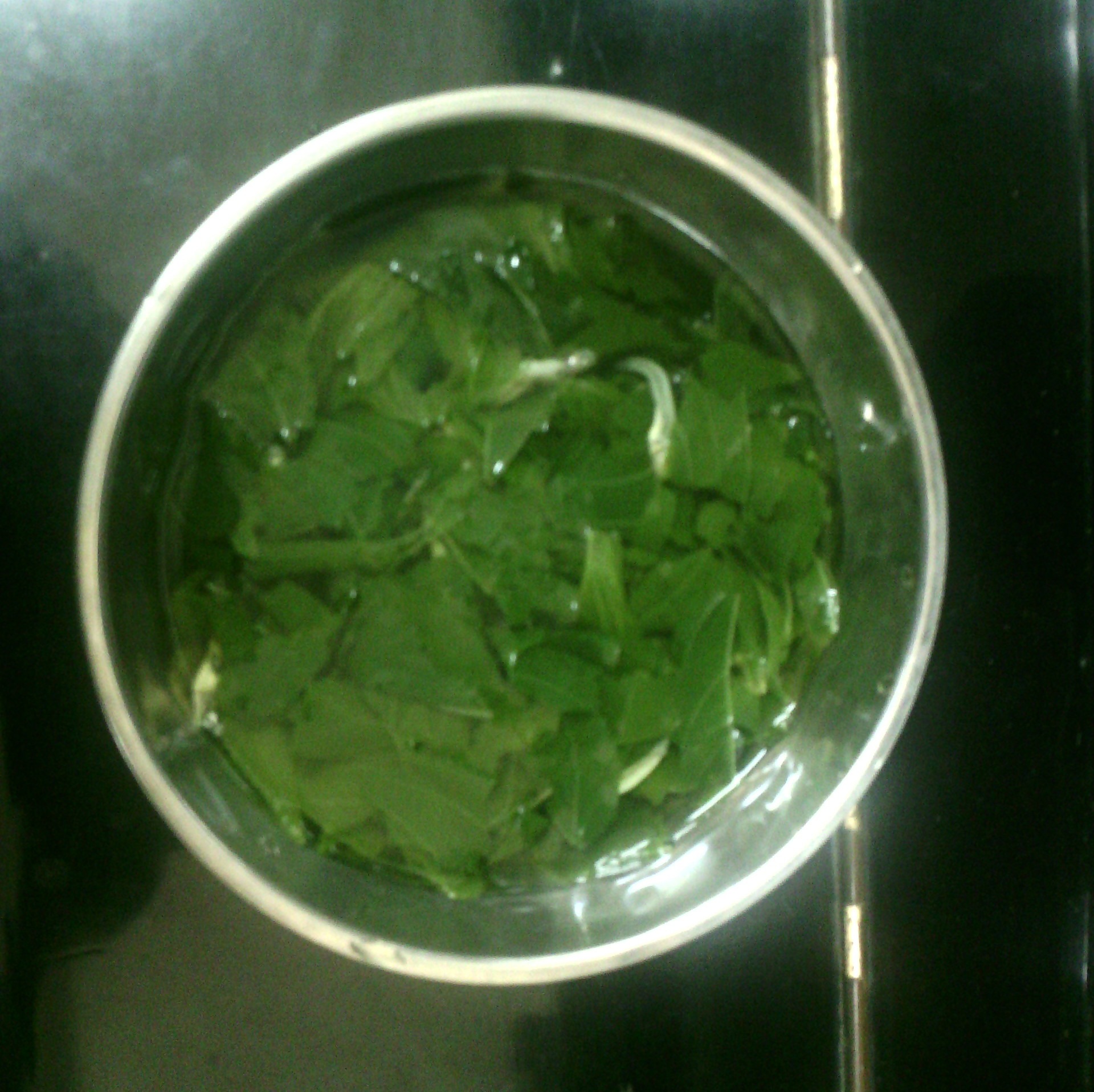
台灣的麻薏湯，以黃麻嫩葉煮成
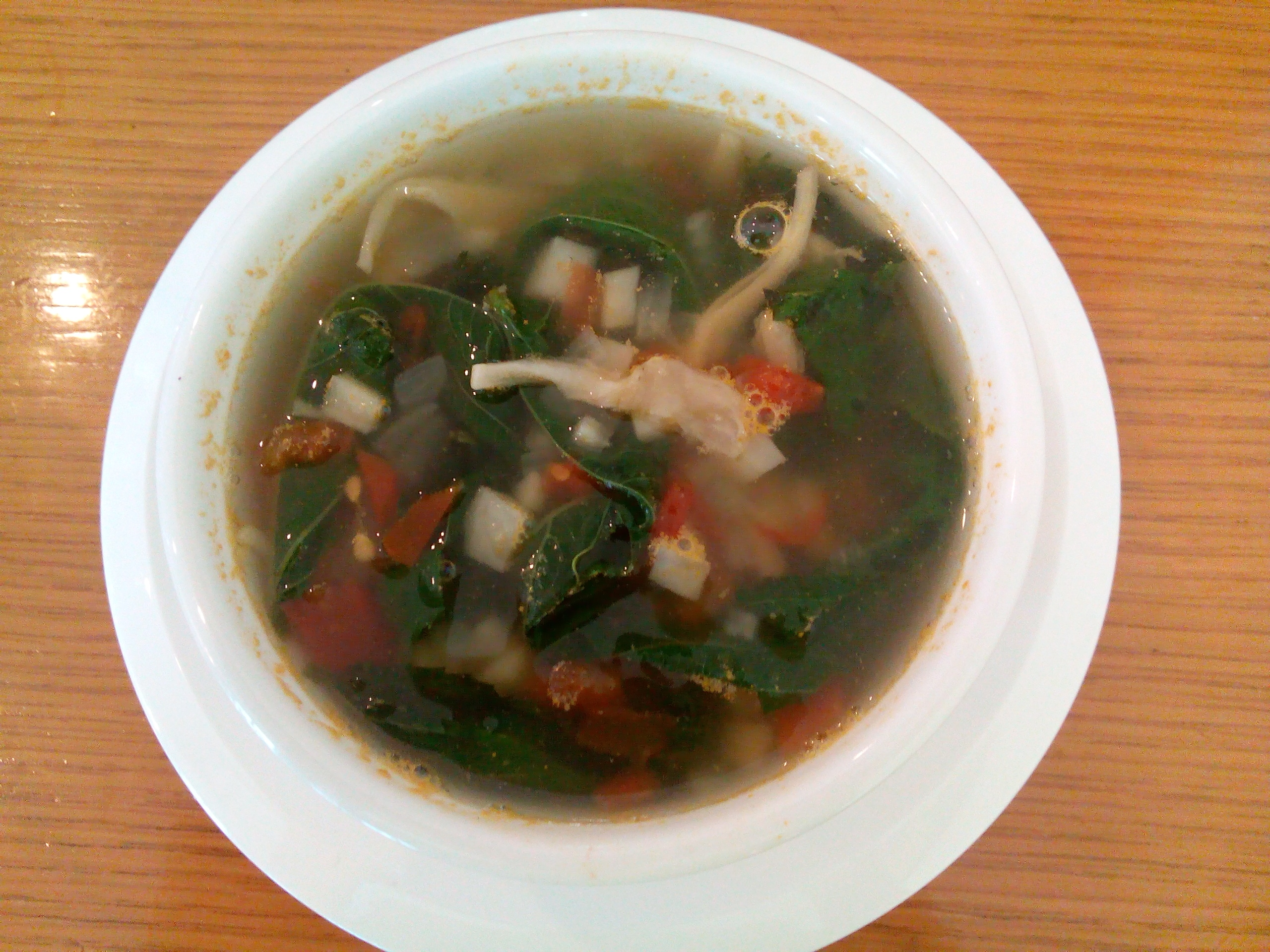
菲律賓馬洛洛斯的黃麻蘑菇湯
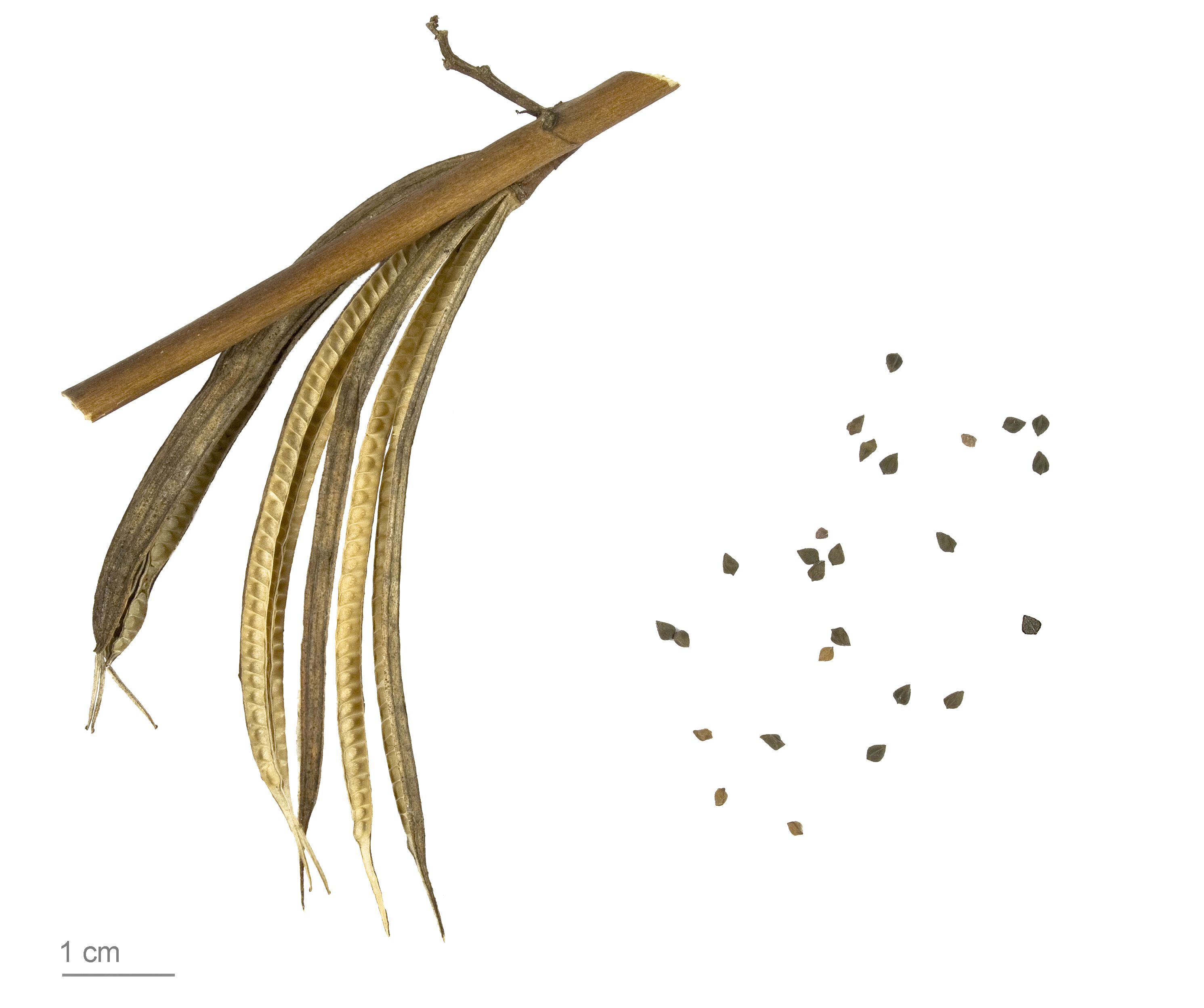
黃麻的果實和種子
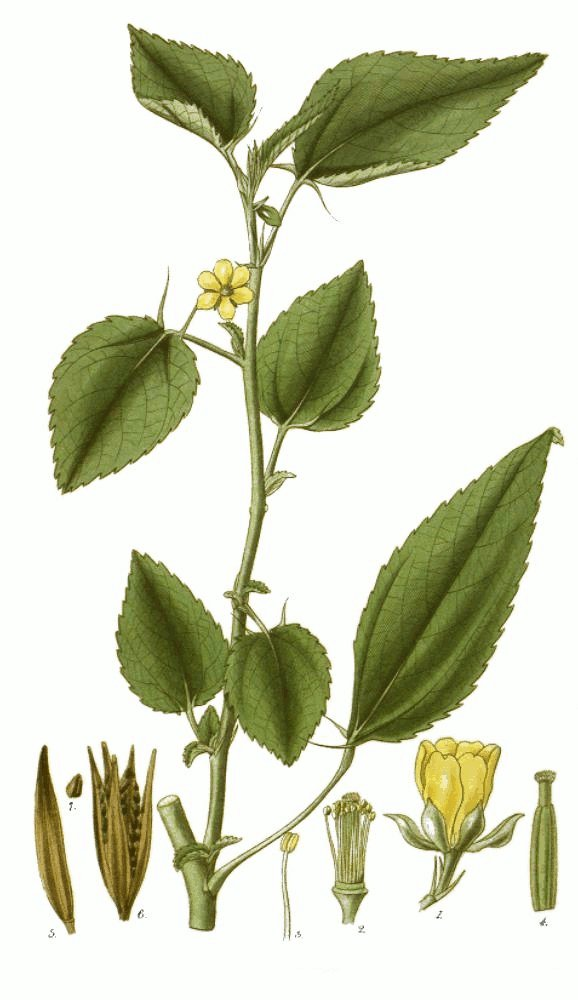
植物學繪圖
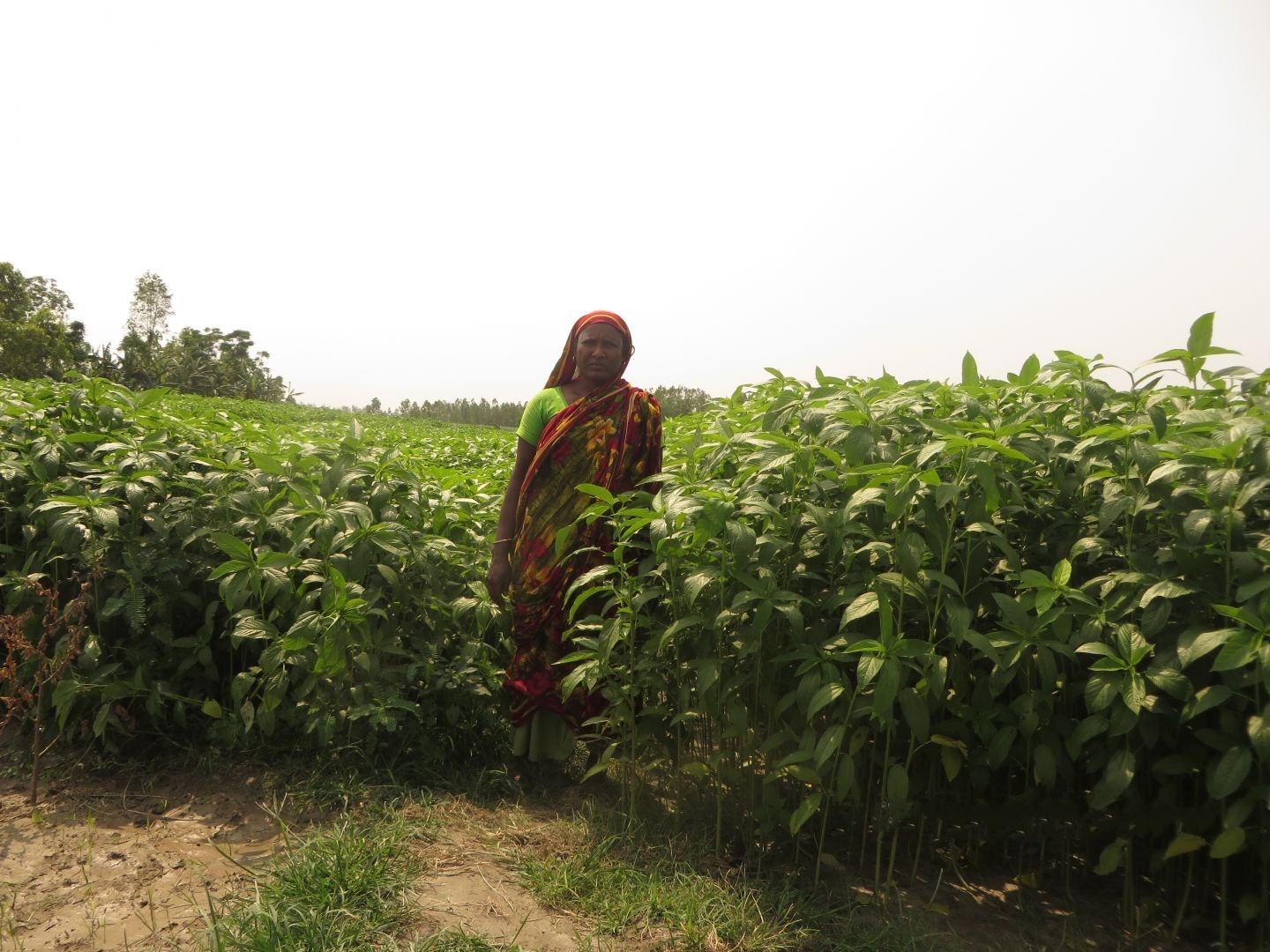
孟加拉的黃麻田
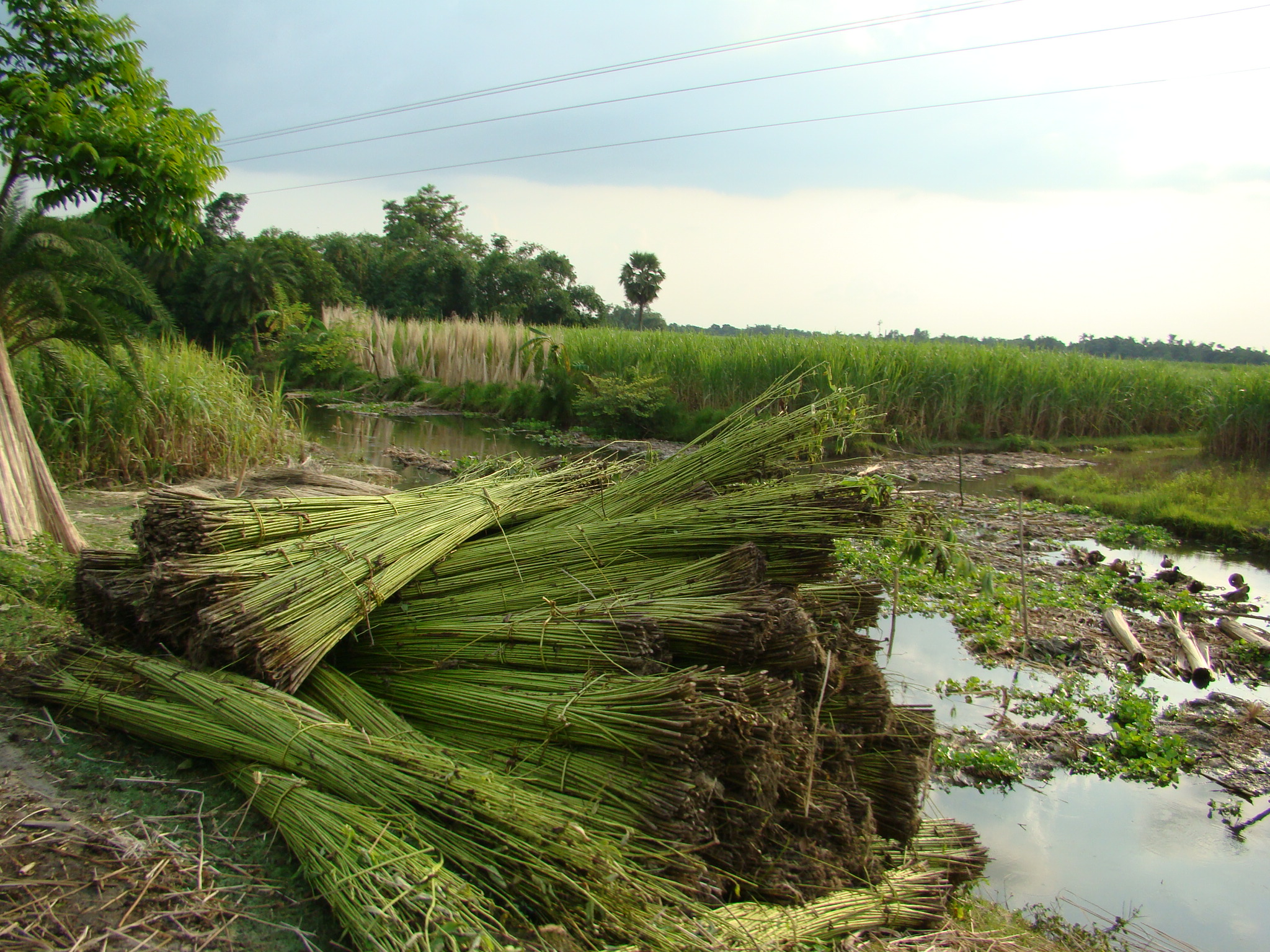
孟加拉的黃麻採收
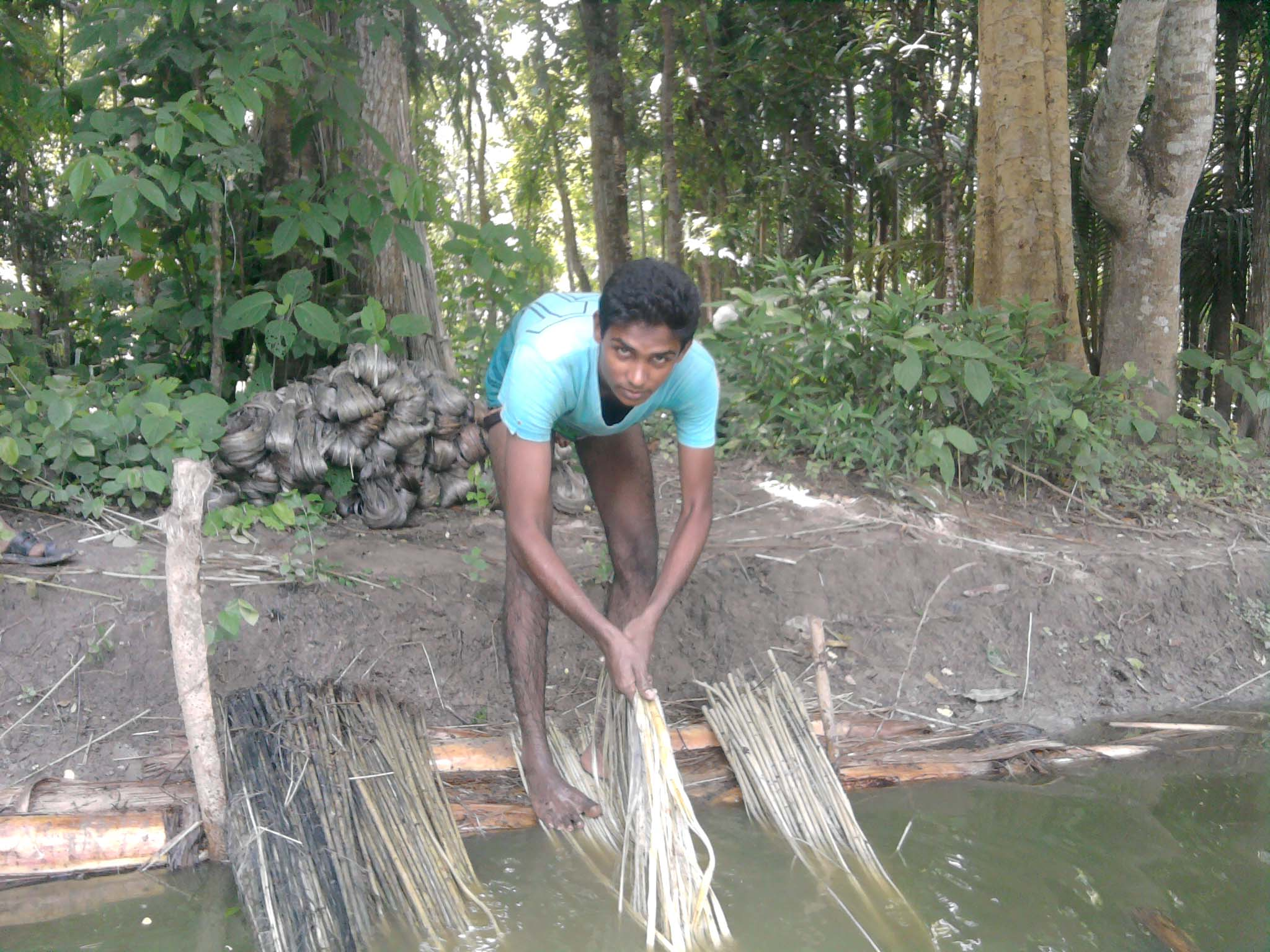
浸水漚麻
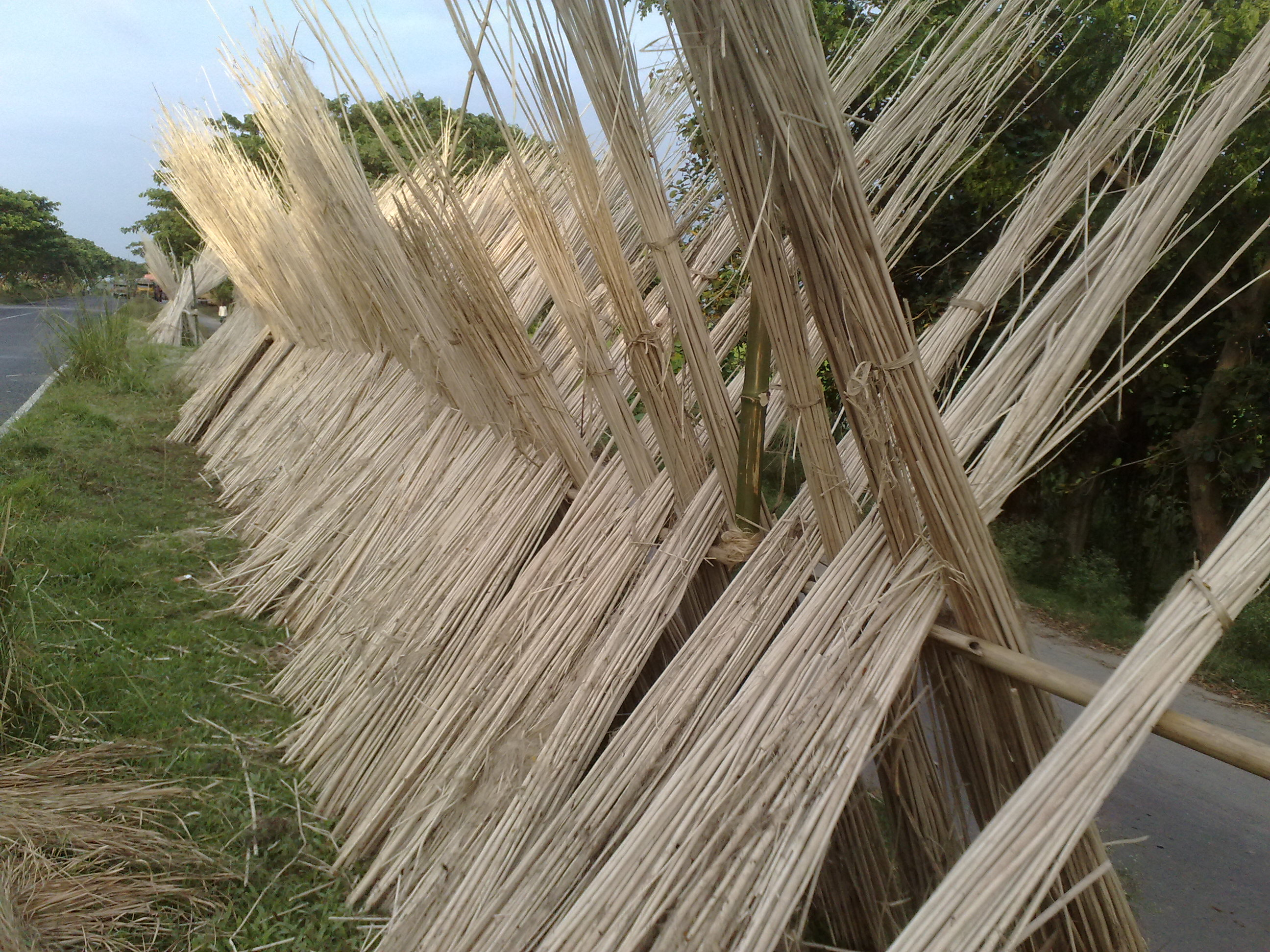
乾燥
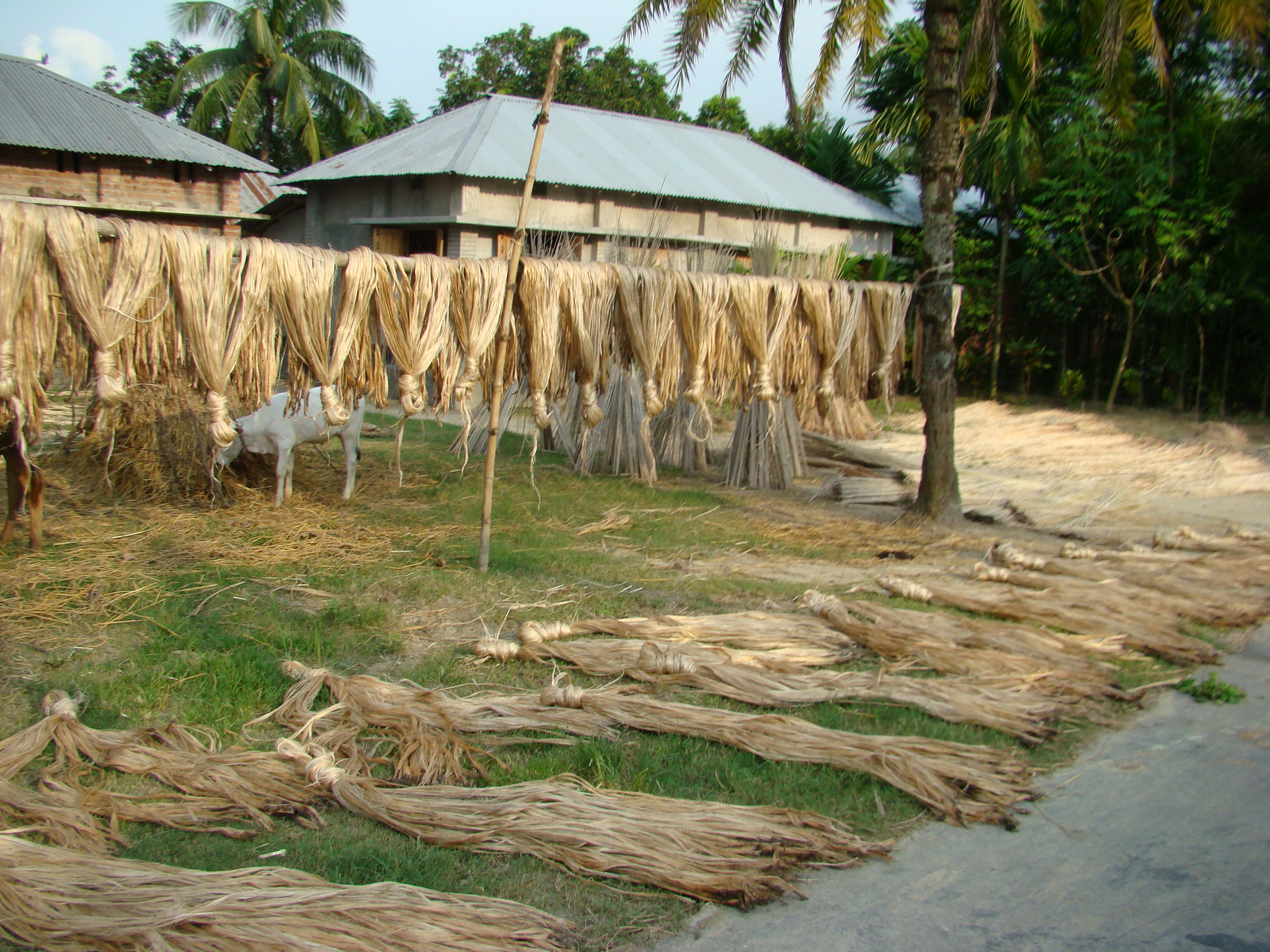
乾燥中的麻卷
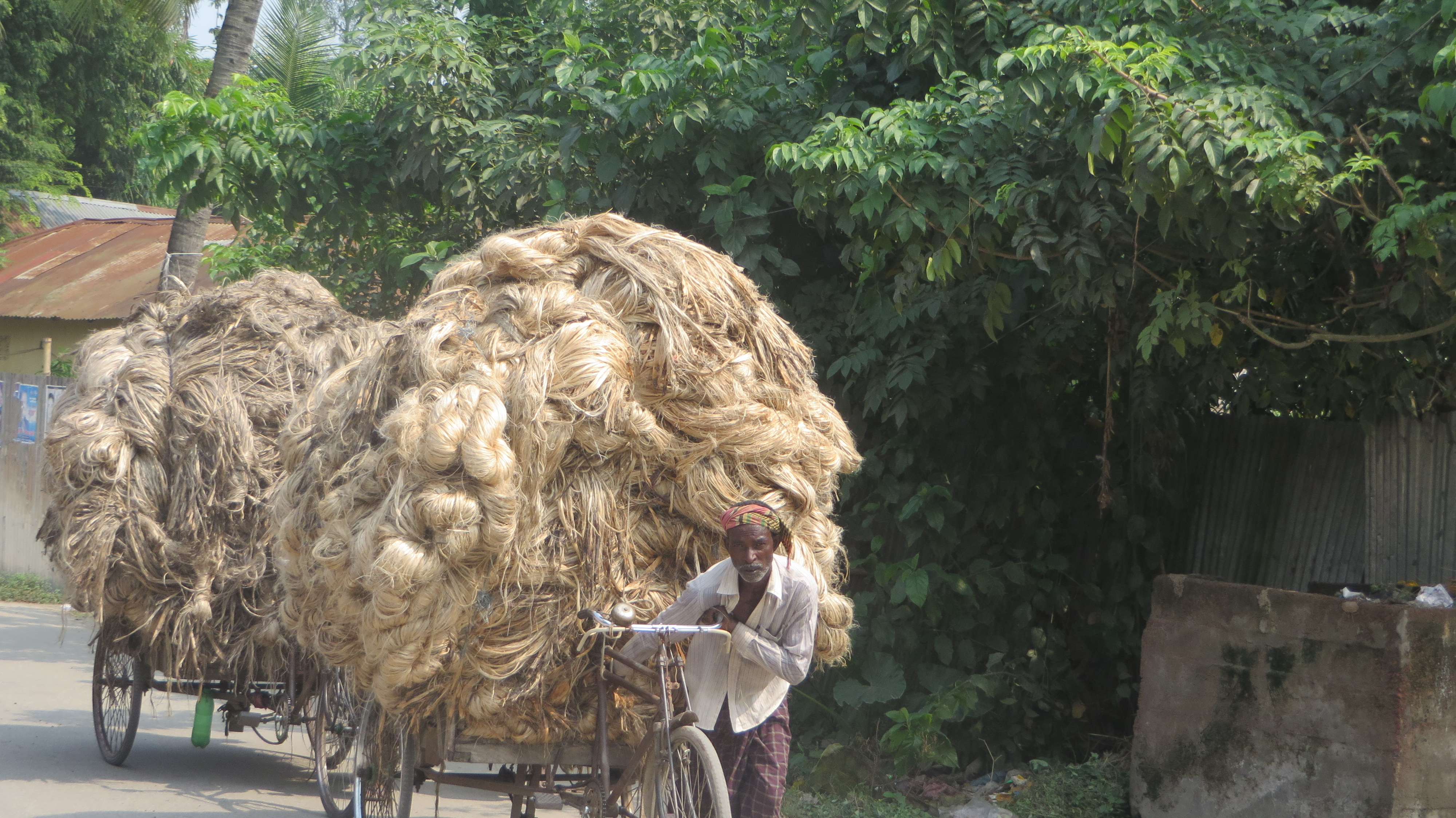
用腳踏車運送中的黃麻纖維